# Marcel Albers
Marcel Albers, född den 29 april 1967 i Nederländerna, död den 20 april 1992 på Thruxton Circuit, England, var en nederländsk racerförare.

## Racingkarriär
Albers slog igenom 1991, när han blev trea i F3 Masters bakom David Coulthard och Jordi Gené. Året därpå tävlade Albers i det brittiska mästerskapet i formel 3, när han kraschade på Thruxton, när han körde in i Elton Julians bil, och rullade in i säkerhetsnätet, och var fast i sin bil i en timme, innan han kunde tas ut. Albers dog sedan på väg till sjukhuset, 24 år gammal. Han är inte släkt med den senare formel 1-föraren Christijan Albers.